# 16 الدجاجة Bb

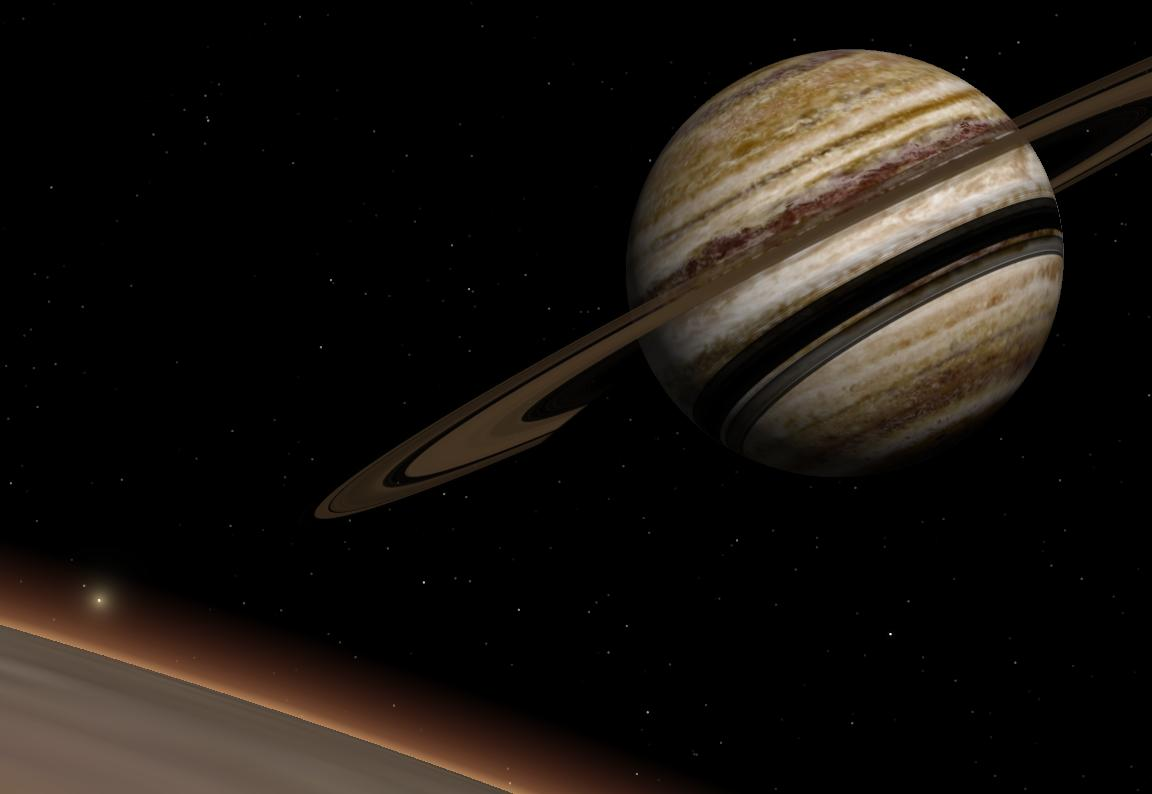
رسم تخيلي لكوكب "الدجاجة 16 ب ب".

16 الدجاجة ب ب هو كوكب خارج المجموعة الشمسية يدور حول النجم الأصفر القزم 16 الدجاجة ب في كوكبة الدجاجة. يحتاج الكوكب ل 798.5 يوم لإتمام دورة كاملة. كتلته العالية ترجح أن يكون كوكبا غازيا.
كان هذا الكوكب أول الكواكب المكتشفة التي تنتمي لما يسمى بمجموعة مثيلات المشتري الغير نظامية.
اكتشف 16 الدجاجة ب ب في سنة 1996.

## اقرأ أيضا
- سديم الحجاب
- كوكب خارج المجموعة الشمسية
- نجم 16 الدجاجة